# Bondsregering van Oostenrijk
De bondsregering van Oostenrijk (Duits: Österreichische Bundesregierung) is de uitvoerende macht van de Republiek Oostenrijk en bestaat uit de bondskanselier, de vicekanselier en de overige leden van de ministerraad.

## De huidige bondsregering

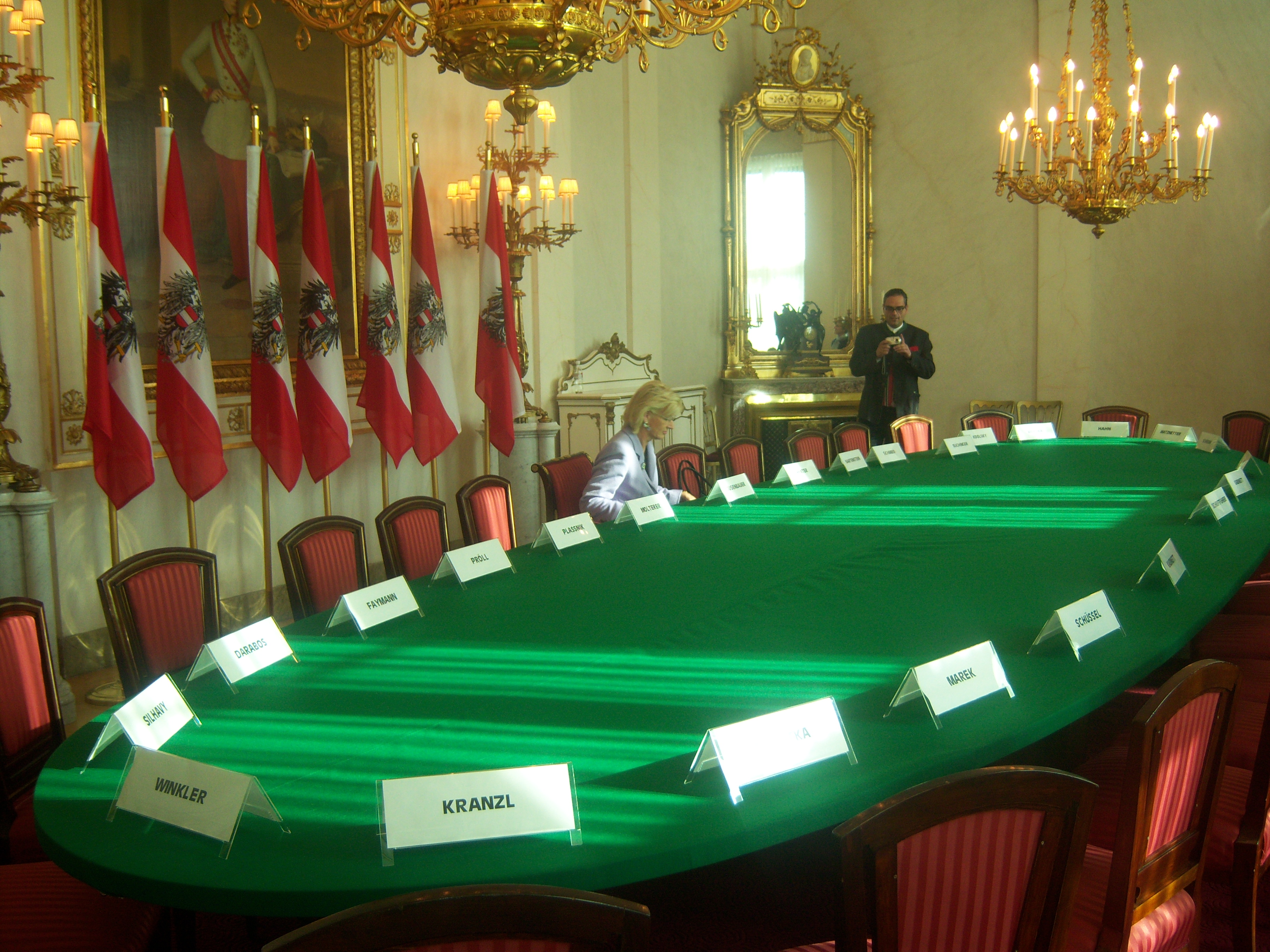
Kabinetszaal in de Bondskanselarij

De huidige bondsregering staat onder leiding van bondskanselier Christian Stocker en is een coalitie van de christendemocratische ÖVP, de sociaaldemokratische SPÖ en NEOS (Das Neue Österreich und Liberales Forum, "Het Nieuwe Oostenrijk en Liberaal Forum"). Het vicekanselierschap wordt bekleed door Andreas Babler van de SPÖ. Babler is daarnaast ook bondsminister van Wonen, Kunst, Kultuur, Ambtenaren en Sport. Het kabinet-Stocker werd op 3 maart 2025 beëdigd door bondspresident Alexander Van der Bellen.

## Overzicht van de bondsregeringen 1945-heden
| |  |  | Naam van het kabinet          | Periode                | Bondskanselier               | Vicekanselier                                  | Deelnemende partijen |
| --- |  |  | ----------------------------- | ---------------------- | ---------------------------- | ---------------------------------------------- | -------------------- |
| |  |  | Voorlopige Staatsregering     | 27.04.1945-20.12.1945  | Karl Renner (SPÖ)            | —                                              | SPÖ, ÖVP             |
| |  |  | Figl I                        | 20.12.1945-08.11.1949  | Leopold Figl (ÖVP)           | Adolf Schärf (SPÖ)                             | ÖVP, SPÖ, KPÖa       |
| |  |  | Figl II                       | 08.11.1949-28.10.1952  | Leopold Figl (ÖVP)           | Adolf Schärf (SPÖ)                             | ÖVP, SPÖ             |
| |  |  | Figl III                      | 28.10.1952-02.04.1953  | Leopold Figl (ÖVP)           | Adolf Schärf (SPÖ)                             | ÖVP, SPÖ             |
| |  |  | Raab I                        | 02.04.1953-29.06.1956  | Julius Raab (ÖVP)            | Adolf Schärf (SPÖ)                             | ÖVP, SPÖ             |
| |  |  | Raab II                       | 29.06.1956-16.07.1959  | Julius Raab (ÖVP)            | Adolf Schärf (SPÖ), Bruno Pittermann (SPÖ)b    | ÖVP, SPÖ             |
| |  |  | Raab III                      | 16.07.1959-03.11.1960  | Julius Raab (ÖVP)            | Bruno Pittermann (SPÖ)                         | ÖVP, SPÖ             |
| |  |  | Raab IV                       | 03.11.1960-11.04.1961  | Julius Raab (ÖVP)            | Bruno Pittermann (SPÖ)                         | ÖVP, SPÖ             |
| |  |  | Gorbach I                     | 11.04.1961-27.03.1963  | Alfons Gorbach (ÖVP)         | Bruno Pittermann (SPÖ)                         | ÖVP, SPÖ             |
| |  |  | Gorbach II                    | 27.03.1963-02.04.1964  | Alfons Gorbach (ÖVP)         | Bruno Pittermann (SPÖ)                         | ÖVP, SPÖ             |
| |  |  | Klaus I                       | 02.04.1964-19.04.1966  | Josef Klaus (ÖVP)            | Bruno Pittermann (SPÖ)                         | ÖVP, SPÖ             |
| |  |  | Klaus II                      | 19.04.1966-21.04.1970  | Josef Klaus (ÖVP)            | Fritz Bock (ÖVP), Hermann Withalm (ÖVP)c       | ÖVP                  |
| |  |  | Kreisky I                     | 21.04.1970-04.11.1971  | Bruno Kreisky (SPÖ)          | Rudolf Häuser (SPÖ)                            | SPÖd                 |
| |  |  | Kreisky II                    | 04.11.1971-28.10.1975  | Bruno Kreisky (SPÖ)          | Rudolf Häuser (SPÖ)                            | SPÖ                  |
| |  |  | Kreisky III                   | 28.10.1975-05.06.1979  | Bruno Kreisky (SPÖ)          | Rudolf Häuser (SPÖ), Hannes Androsch (SPÖ)e    | SPÖ                  |
| |  |  | Kreisky IV                    | 05.06.1979-24.05.1983  | Bruno Kreisky (SPÖ)          | Hannes Androsch (SPÖ), Fred Sinowatz (SPÖ)e    | SPÖ                  |
| |  |  | Sinowatz                      | 24.05.1983-16.06.1986  | Fred Sinowatz (SPÖ)          | Norbert Steger (FPÖ)                           | SPÖ, FPÖ             |
| |  |  | Vranitzky I                   | 16.06.1986-21.01.1987  | Franz Vranitzky (SPÖ)        | Norbert Steger (FPÖ)                           | SPÖ, FPÖ             |
| |  |  | Vranitzky II                  | 21.01.1987-17.12.1990  | Franz Vranitzky (SPÖ)        | Alois Mock (ÖVP), Josef Riegler (ÖVP)f         | SPÖ, ÖVP             |
| |  |  | Vranitzky III                 | 17.12.1990-29.11.1994  | Franz Vranitzky (SPÖ)        | Josef Riegler (ÖVP), Erhard Busek (ÖVP)g       | SPÖ, ÖVP             |
| |  |  | Vranitzky IV                  | 29.11.1994-12.03.1996  | Franz Vranitzky (SPÖ)        | Erhard Busek (ÖVP), Wolfgang Schüssel (ÖVP)h   | SPÖ, ÖVP             |
| |  |  | Vranitzky V                   | 12.03.1996-28.01.1997  | Franz Vranitzky (SPÖ)        | Wolfgang Schüssel (ÖVP)                        | SPÖ, ÖVP             |
| |  |  | Klima                         | 28.01.1997-04.02.2000  | Viktor Klima (SPÖ)           | Wolfgang Schüssel (ÖVP)                        | SPÖ, ÖVP             |
| |  |  | Schüssel I                    | 04.02.2000-28.02.2003  | Wolfgang Schüssel (ÖVP)      | Susanne Riess-Passer (FPÖ)                     | ÖVP, FPÖ             |
| |  |  | Schüssel II                   | 28.01.2003-11.02.2007  | Wolfgang Schüssel (ÖVP)      | Herbert Haupt (FPÖ), Hubert Gorbach (FPÖ/BZÖ)  | ÖVP, FPÖ/BZÖi        |
| |  |  | Gusenbauer                    | 11.01.2007-02.12.2008  | Alfred Gusenbauer (SPÖ)      | Wilhelm Molterer (ÖVP)                         | SPÖ, ÖVP             |
| |  |  | Faymann I                     | 02.12.2008-16.12.2013  | Werner Faymann (SPÖ)         | Josef Pröll (ÖVP), Michael Spindelegger (ÖVP)j | SPÖ, ÖVP             |
| |  |  | Faymann II                    | 16.12.2013-18.05.2016  | Werner Faymann (SPÖ)         | Michael Spindelegger (ÖVP)                     | SPÖ, ÖVP             |
| |  |  | Kern                          | 18.05.2016-18.12.2017  | Christian Kern (SPÖ)         | Michael Spindelegger (ÖVP)                     | SPÖ, ÖVP             |
| |  |  | Kurz I                        | 18.12.2017-28.05.2019  | Sebastian Kurz (ÖVP)         | Heinz-Christian Strache (FPÖ)                  | ÖVPk, FPÖ            |
| |  |  | Kurz II                       | 07.01.2020-11.10.2021  | Sebastian Kurz (ÖVP)         | Werner Kogler (Grüne)                          | ÖVP, Grüne           |
| |  |  | Schallenberg                  | 11.10.2021-06.12.2021  | Alexander Schallenberg (ÖVP) | Werner Kogler (Grüne)                          | ÖVP, Grüne           |
| |  |  | Nehammer                      | 06.12.2021- 10.01.2025 | Karl Nehammer (ÖVP)          | Werner Kogler (Grüne)                          | ÖVP, Grüne           |
| |  |  | interim-regering Schallenberg | 10.01.2025-03.03.2025  | Alexander Schallenberg (ÖVP) | Werner Kogler (Grüne)                          | ÖVP, Grüne           |
| |  |  | Stocker                       | sinds 03.03.2025       | Christian Stocker (ÖVP)      | Andreas Babler (SPÖ)                           | ÖVP, SPÖ, NEOS       |
| Noten: a Deelname KPÖ tot 20.11.1947 b V.a. 22.05.1957 c V.a. 19.01.1968 d Minderheidskabinet met gedoogsteun FPÖ e V.a. 20.01.1981 f V.a. 24.04.1989 g V.a. 02.07.1991 h V.a. 04.05.1995 i Op 17.4.2005 traden alle FPÖ ministers en staatssecretarissen toe tot de BZÖ, zo ook de vicekanselier j V.a. 01.09.2014 k Sinds 2017 is de kleur van de ÖVP niet meer zwart, maar turquoise (türkis). Legenda: Österreichische Volkspartei (ÖVP)k Sozialdemokratische Partei Österreichs (SPÖ) Kommunistische Partei Österreichs (KPÖ) Freiheitliche Partei Österreichs (FPÖ) Bündnis Zukunft Österreich (BZÖ) Die Grünen - Die Grüne Alternative (Grüne) Das Neue Österreich und Liberales Forum (NEOS) |  |  |                               |                        |                              |                                                |                      |